# Monomma triplacinum
Monomma triplacinum là một loài bọ cánh cứng trong họ Zopheridae. Loài này được Gerstacker miêu tả khoa học năm 1871.